# شکارچی اهریمن
شکارچی اهریمن (انگلیسی: Devil Hunter) با نام اصلیِ باکره‌ای در میان آدم‌خواران (آلمانی: Jungfrau unter Kannibalen) یک فیلم آلمانی به کارگردانی خسوس فرانکو است که در سال ۱۹۸۰ منتشر شد.

## بازیگران
- آل کلیور
- اورسولا بوهفلنر
- گیزلا هان
- ورنر پوخت
- آنتونیو مایانس